# Improtheater Emscherblut

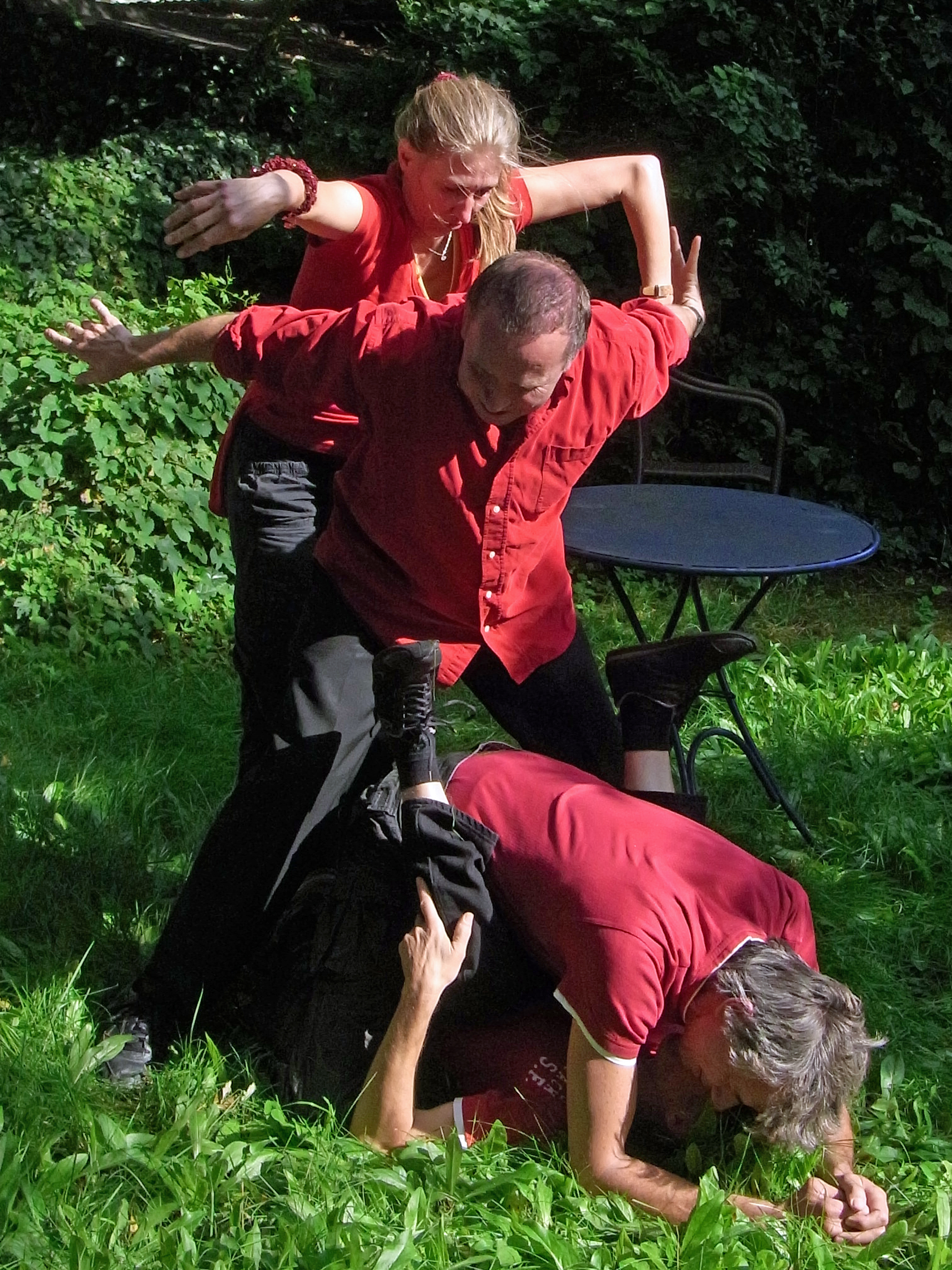
Emscherblut in der Siedlung Eisenheim

Das Improtheater Emscherblut ist eine Improvisationstheatergruppe aus Dortmund, die seit 1989 besteht.
Sie organisierte die 1. Deutsche Meisterschaft im Theatersport der Improvisationstheatergruppen. Seitdem ist Dortmund auch Sitz der Improliga. Heimspielstätten des  Improtheaters Emscherblut sind das Fritz-Henßler-Haus und das Theater Fletch Bizzel.
Parallel gab es seit der Gründung im Jahr 1989 einen regen internationalen Austausch – anfangs mit dänischen und holländischen Gruppen, später auch mit Frankreich, Großbritannien und den USA. 1999 organisierten sie die 1. Europäische Meisterschaft mit acht europäischen Teams. 2006 erfolgte die Organisation der Theatersport-WM 2006 im Ruhrgebiet.

## Preise
- 1992 Vizemeister bei den Nederlands Open
- 1993 und 1995 gewann Emscherblut die Deutsche Meisterschaft im Theatersport
- 1999 Sieger der Internationalen Grazer Meisterschaften.